# R4M

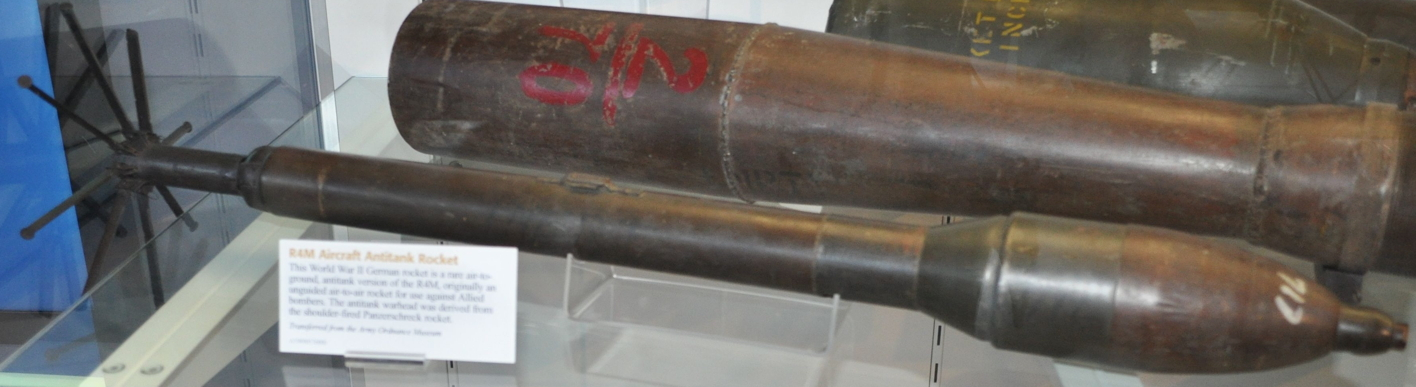
R4M protitanková verze

R4/M (Rakete 4 kg Minenkopf), nazvaná Orkan, byla během druhé světové války první Německem vyráběná raketa vzduch-vzduch (vyráběna i protitanková verze), která může být skutečně považována za funkční a účinnou.
V době jejího užívání jimi byly vybaveny především stíhací letouny Messerschmitt Me 262 a Focke-Wulf Fw 190. Raketa byla reakcí na stále více robustní konstrukci odolných letounů  B-17 a B-24, proti kterým v boji vykazovaly standardní 13mm a 15mm kulomety (MG 131 a MG 151), 20mm kanóny (MG FF a MG 151/20) a 30mm kanóny (MK 103 a MK 108) stále menší a menší úspěchy.

## Vývoj
Ministerstvo letectví RLM (německy Reichsluftfahrtministerium) v roce 1944 vyzvalo k vývoji zbraně pro účinný boj s bombardéry. Na rozdíl od obvyklé praxe, raketový vývoj prováděn pouze s RLM, obdržely v září 1944, továrny v Lübecku a Curt Heber Maschinenfabrik (HEMAF) v Osterode smlouvu na vývoj rakety, která by mohla být dokončena na jaře roku 1945.

## Části
Raketa se skládala ze tří částí: hlavice, motoru a skládacího ocasu. Hlavní část hlavice tvořil zapalovač AzRz 2, trinitrotoluen, RDX a hliníkový prášek. Raketový motor se skládal z komory 375 mm dlouhé s 45 mm vnitřním průměrem a přivařenou 13mm tryskou do spalovací komory. Obsahovala 875g základní hnací látky ve formě prášku na bázi Diglykoldinitratu ve formě práškových tyčí. Po 0,8 sekundy čase spalování (asi 200 m dráhy letu) dosáhla R4/M nejvyšší rychlosti 550 m/s (2000 km/h)

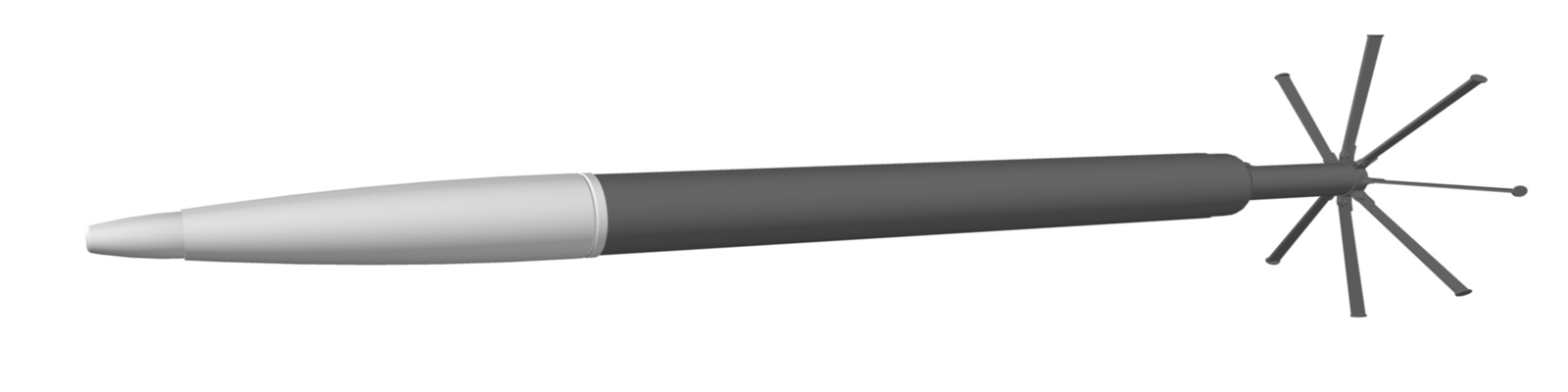
R4M Orkan 3D

## Aplikace a účinek
R4/M byly obvykle zavěšovány na jednoduchém dřevěném závěsníku pod křídly. Pod každým křídlem Me 262 bylo nasazeno obvykle dvanáct-třináct raket, 
ale nasazovaly se i po šesti nebo 24. Spuštění raket bylo prováděno jako salva; rakety byly vypalovány po 7 milisekundovém časovém intervalu ve skupinách po třech. 
Bylo nastaveno zpoždění 5 sekund pro případ, že by raketa minula cíl. Účinek R4/M rakety byl vždy založen na působení tlakového účinku proudu vzduchu z přímého zásahu.
Při útoku s R4/M,  se stíhačky Me 262 přiblížily k formaci nepřátelských bombardérů zezadu. Tento způsob útoku byl na rozdílný od časných taktiky Bf 109  a Fw 190, kdy na nepřátelské bombardéry zaútočily čelně do méně chráněných předních řad nepřítele. 
Vzhledem k vysoké počáteční rychlosti rakety (+ rychlost letadla) a poměrně velkému rozptylu byla střelba velice obtížná a to zejména proto, že vzhledem k úzké formaci letadel nebyly možné žádné úhybné manévry bez kolize s jiným letadlem. Samotná raketa byla nejvíce zničující pro letadla. Zásah do trupu bombardéru by vytvořil díru, kterou by působící tlaky roztrhaly. Když raketa dopadla na křídlech, tak buď odpálila palivové nádrže nebo poškodila nosnou konstrukci natolik, že (vzhledem k vysoké cestovní rychlosti letadla) zlomila celé křídlo. To platilo i pro extrémně robustní konstrukci B-17 Flying Fortress.

## Výroba
Výroba byla prováděna na počátku roku 1945 v Osterode am Harz, kteří požádali Koncentrační tábor Mittelbau-Dora  o část pracovních sil. Ještě jednu zakázku na výrobu raket obdržela v dubnu 1945 DWM v Lübecku na 25.000 raket R4/M.

## Testování a nasazení

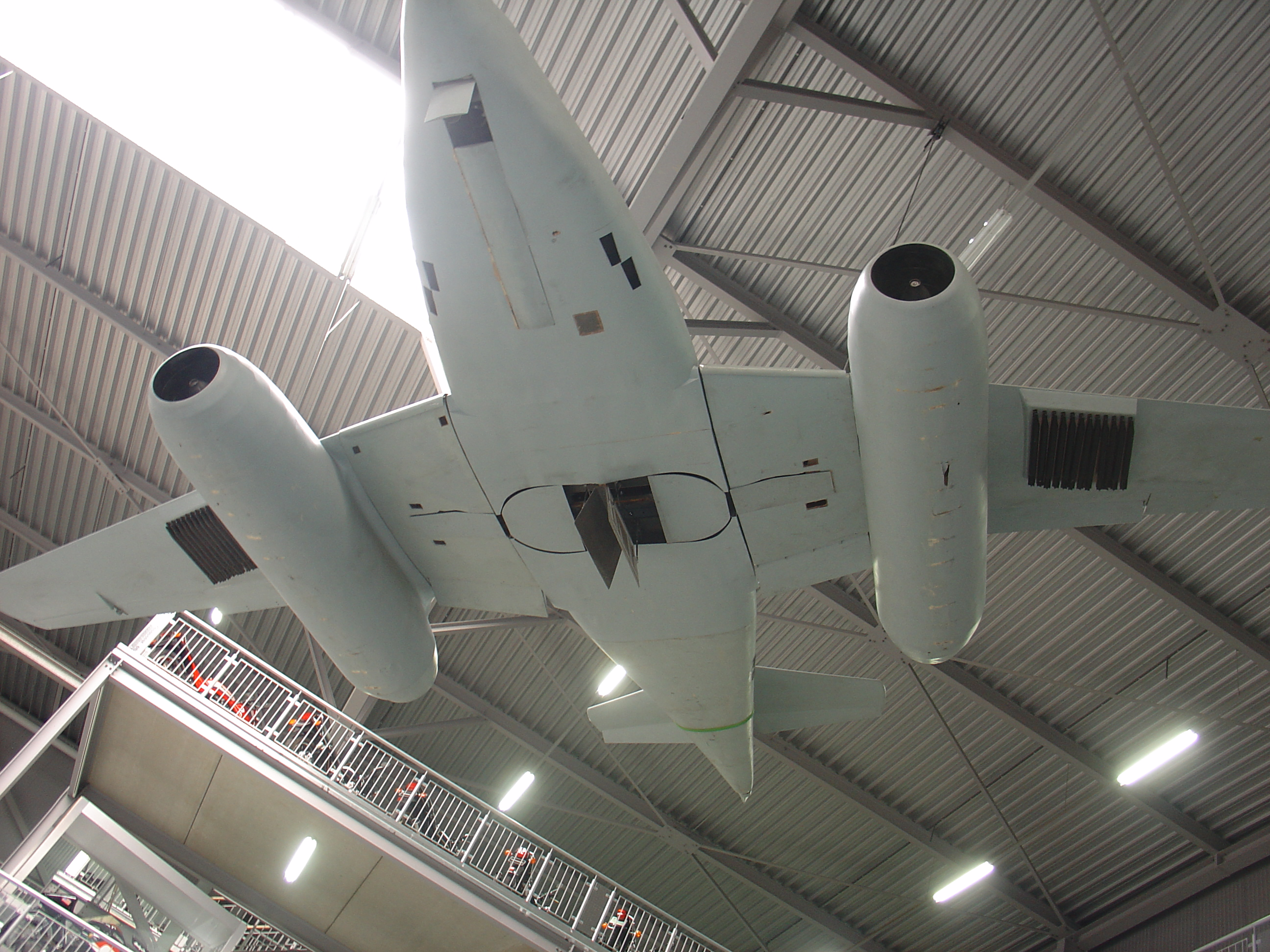
Me 262 s R4M

Testování první R4/M v únoru 1945 probíhalo v témže měsíci  zřízené Jagdverbang 44 pod vedením Adolfa Gallanda. Během měsíce, byla ai 60 Me 262 vybaveno R4/M. Kromě Me 262 byly vybaveny těmito raketami také letouny Me 163 a konvenční Fw 190. Další stíhač, který měl užívat tyto rakety byl Bachem Ba 349 Natter, který byl na přídi vybaven raketometem "Včelí plást", který obsahoval 28 tub pro R4/M.
Ačkoli u Me 262 a Me 163 byly obavy s aerodynamikou, tak se ukázalo, že připevnění 24 R4/M na povrch nemá na letové vlastnosti těchto dvou modelů větší vliv. Testovací pilot Fritz Wendel vypověděl, že Me 262 létal o pět km pomaleji a neměl žádné stížnosti. Také první let na Me 163 s R4/M s pilotem Adolfem Niemeyerem šel hladce.
Dne 18. března 1945 byl nová raketa poprvé použita k protiútoku proti 1221 bombardérům s 632 stíhačům jako doprovod k náletu na Berlín. Šest Me 262 z JG 7 vypustili 144 R4/M na bombardéry. Spojenci ztratili 25 bombardérů a dva Me 262 byly ztraceny, pilot zahynul. Anglicky psané prameny dávají různé údaje například 37 Me 262 sestřelilo celkem dvanáct bombardérů a stíhaček, zatímco ztratili 3 Me 262. V německých zdrojích je úspěch R4/M  "vynikající". V krátké době používání bylo zničeno s pomocí R4/M téměř 500 spojeneckých letadel. Celkem 20 000 raket bylo uvedeno do provozu. R4/M je nejúčinnější zbraní německých stíhacích pilotů v posledních měsících války. Čísla mluví pro obě strany účinnosti bojového letounu v kombinaci s raketovou výzbrojí. Avšak zpomalení rychlosti postupu spojenců bylo tak nízké, že použití R4/M nemělo významný vliv na obrovskou početní převahu. Účinný postup útoku na bombardéry (útok s salvami neřízených raket) převzalo americké letectvo po druhé světové válce, kdy se vybavovaly raketami například letouny F-86D Sabre, F-94 Starfire, F-89 Scorpion a F-102 Delta Dagger.
| Charakteristika               | Hodnota  |
| ----------------------------- | -------- |
| Rychlost (max)                | 525 m/s  |
| Rychlost po 1000 m            | 125 m/s  |
| Dosah                         | 1,5 km   |
| Celková hmotnost              | 3,85 kg  |
| Palivo                        | 0,815 kg |
| Hlavice                       | 0,52 kg  |
| Délka                         | 812 mm   |
| Průměr                        | 55 mm    |
| Průměr s roztaženými křidélky | 242 mm   |
| Pohon                         | Raketový |

## Odvozené typy raket
Proti obrněným pozemním cílům se používaly Panzer Blitz II a III Panzerblitz vyvinuté z R4/M. V Panzerblitz II hlavici byl velký dutý náboj ráže 130 mm a mohl proniknout 180 mm pancéřové oceli. Vzhledem k tomu, že Panzerblitz II díky velké hlavici dosahoval jen rychlosti 370 m/s, byl vyvinut Panzerblitz III, který měl na sobě upravený dutý náboj 75mm HL.Gr.43 as.
Panzerblitz III dosahoval rychlosti letu 570 m/s, a probil 160 mm pancéřové oceli v úhlu 90 °.